# تگاب (ولایت کاپیسا)
تگاب یک منطقهٔ مسکونی در افغانستان است که در ولسوالی تگاب واقع شده‌است. تگاب ۶٬۶۲۸ نفر جمعیت دارد و ۱٬۳۲۲ متر بالاتر از سطح دریا واقع شده‌است.